# 步跋子
步跋子，是党项族建立的西夏一种步兵种类，主要是横山党项组成。

## 特点
善于奔跑，在黄土高坡上来去自由，在好水川之役让北宋军队吃尽苦头。《宋史‧兵志》载「步跋子者，上下山坡，出入溪涧，最能逾高超远，轻足善走」，「山谷深险之处遇敌，则多用步跋子以为击刺掩袭之用」。